# Mohamed Hamza (football)
Ne doit pas être confondu avec Hamza Mohammed.
Pour les articles homonymes, voir Mohamed Hamza et Hamza.
Mohamed Hamza (en arabe : محمد حمزة) est un footballeur algérien né le 1er janvier 1995 à Oran. Il évolue au poste de défenseur central au NA Hussein Dey.

## Biographie
Il évolue en première division algérienne avec le club de l'USM Bel Abbès, après avoir joué quelques années dans des divisions inférieures.
Il dispute actuellement 33 matchs en inscrivant trois buts en Ligue 1.